# Dana Heath
Dana Heath (* 10. April 2006 in Andorra la Vella, Andorra) ist eine US-amerikanische Schauspielerin italienischer Herkunft.

## Karriere
Ihre ersten schauspielerischen Erfahrungen sammelte Heath im Alter von 10 Jahren in der Fernsehserie WellieWishers in der Rolle der Ashlyn, gefolgt von einem weiteren Auftritt in der Serie Scorpion im Jahr 2018. Von 2018 bis 2022 sprach sie die Hauptrolle Bree James in Fancy Nancy Clancy, einer Disney-Animationsserie. Ihr Durchbruch kam mit ihrer Rolle als Mika Macklin in der Nickelodeon-Sitcom Danger Force, die von Christopher J. Nowak geschaffen wurde, die von 2020 bis 2024 auf Nickelodeon lief und als Spin-off-Serie von Henry Danger diente.

## Filmografie
- 2018: Scorpion (Fernsehserie, Folge 4x14)
- 2019: PEN15 (Fernsehserie, Folge 1x08)
- 2020: Henry Danger (Fernsehserie, 4 Folgen)
- 2020: Sydney to the Max (Fernsehserie, Folge 2x02)
- 2020–2024: Danger Force (Fernsehserie, 68 Folgen)
- 2021: Danger Goes Digital (Miniserie, 6 Folgen)
- 2022: Side Hustle (Fernsehserie, Folge 2x20)

## Synchronrollen
- 2016: WellieWishers (Fernsehserie, 2 Folgen) … als Ashlyn
- 2018–2022: Fancy Nancy Clancy (Fancy Nancy, Fernsehserie, 58 Folgen) … als Bree James
- 2019: Abby Hatcher (Fernsehserie, Folge 1x22) … als Dr. Anna
- 2023: Kiya & die Kimoja-Helden (Kiya & the Kimoja Heroes, Fernsehserie, 12 Folgen) … als MC Harmony
- 2023–2024: Princess Power (Fernsehserie, 45 Folgen) … als Kira Kiwi, Georgie und Ariana
- 2024–2025: Disney Junior Arielle (Disney Junior Ariel, Fernsehserie, 13 Folgen) … als Ayanna
- 2024: Disney Junior Arielle: Meerjungfrauen-Geschichten (Ariel: Mermaid Tales, Fernsehserie, 2 Folgen) … als Ayanna